# Гросенвіе
Гросенвіе (нім. Großenwiehe), також Сторе-Ві (дан. Store Vi) — громада в Німеччині, розташована в землі Шлезвіг-Гольштейн. Входить до складу району Шлезвіг-Фленсбург. Складова частина об'єднання громад Шаффлунд.
Площа — 30,2 км2. Населення становить 3164 ос. (станом на 31 грудня 2020).